# Music Television
Az MTV (korábban: Music Television) egy amerikai szórakoztató televíziós csatorna, melynek adása 1981. augusztus 1-jén indult. Az MTV eredetileg főleg könnyűzenei videókat sugárzott, sokféle műfajban, azonban 2010 óta főleg reality műsorokat sugároz, elhagyva a korábbi nevét. Műsoraival elsősorban a fiatalokat célozza meg.
Indulása óta az MTV forradalmasította a zeneipart. A szlogenjei beágyazódtak az emberek tudatába és a videóklipeket felkonferáló video jockey-k (VJ) valamint a tematikus adásokat moderáló műsorvezetők is jellemzően egy adott zenei stílust képviselnek. Elősegítették vagy még jobban megszerettették a fiatalokkal a zenét, s még eladhatóbbá tették a zene és lemezkészítés világát. Nagyon sok mai híresség is nagyra értékeli és támogatja az MTV munkáját. A csatorna születésével az 1980-as években népszerűvé tette a zenés videóklip műfaját.

## Magyarországon
Az amszterdami MTV Europe műholdas továbbítása 1987-ben indult el és az 1995. július 1-jei kódolásáig szabadon vehető volt a zenecsatorna. A kódolatlan időszak alatt számos korabeli magyar kábelszolgáltató is felvette a kínálatába, több kisebb városi televízióadó műsorszünetében szintén továbbították. A kódolástól kezdve csak TV kártyával volt elérhető a program, elsősorban a kábelhálózatok számára. Az analóg kódolást felváltotta a digitális, majd a szolgáltatók elterjedésével egyre szélesebb körben terjedt el a csatorna.
2007. október 1-jén reggel 6 órakor elindult a Music Television magyar nyelvű adása Gwen Stefani "Now That You Got It" című, eddig Európában még nem látott új klipjével, melyet Kovács Ákos "Minden most kezdődik el" című videója követett. A csatorna valószínűleg adásra tűzi az MTV Europe-on már befutott szériáinak magyar szinkronos változatát. Zeneileg, a VIVA-nál több alternatív, hiphop, rock, indie zenét sugároz. A legtöbb kábelszolgáltató kínálatában átvette az MTV Europe helyét, ritkább esetben azonban megmaradt az MTV Europe továbbítása is.

## Története
Az MTV történelme 1977-ben kezdődött, amikor a Warner Cable elindította az első kétirányú interaktív kábeltévé-rendszert, a QUBE-ot. December 1-jén, a rendszer indulásával egyszerre debütált a csatorna elődje, a Sight on Sound. Az MTV és a Nickelodeon később ebből a rendszerből nőtte ki magát.
1981. augusztus 1-jén helyi idő szerint 12:01-kor kezdődött meg a csatorna sugárzása, a The Buggles Video Killed the Radio Star című dalának videóklipjével.
1984-ben került először megrendezésre az MTV Video Music Awards, ami futótűzszerűen terjedt és rajongást váltott ki a fiatalok között abban az időben.
1992-ben az MTV megrendezte első filmes díjátadóját is, az MTV Movie Awards-ot.

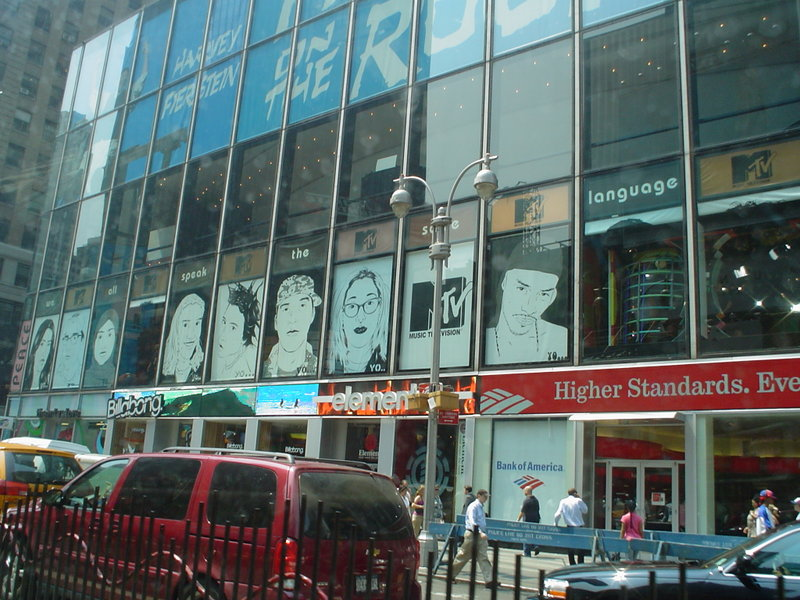
Az MTV stúdiója a Times Square-en, ami 1997 óta van használatban

A 90-es években az MTV elindított egy pár zenei és szórakoztató műsort, sorozatot. Ilyen volt elsőként az MTV Live vagy a Total Request, melynek stúdiója a Times Square-en volt található. 1998-ban az MTV összeolvasztotta e két műsort, így született meg az MTV Total Request Live, röviden az MTV TRL.
2000 körül már egyre több sorozatot és műsort is elkezdett sugározni: elindult a Making The Video a Making The Movie, különböző chart show-k például a World Chart Express vagy a European Top 20.
2002-ben elindult a The Osbournes, ami Ozzy családjának életét mutatja be, később 2003-ban a Newlyweds: Nick & Jessica, ami Nick Lachey és Jessica Simpson mindennapjait követte végig egészen 2005-ig.
Az MTV 2006-ban ünnepelte fennállásának 25. évfordulóját. Ebből az alkalomból feltették honlapjukra az adó első műsorainak pár részét és egy-két régebbi videóklipet is.

## Társcsatornák

### Észak-Amerika

#### Egyesült Államok
- MTV2 (korábban M2): Az MTV egyik leánycsatornája, gyakran alternatív és Hip Hop zenét sugároz.
- MTVU: az MTV kollégiumokban fogható adója.
- MTV Classic (korábban VH1 Classic): gyakran régi zenét sugároz. korábban régi alternatív zenét sugárzott.
- MTV Tres (korábban MTV Espanol, MásMúsica TeVe): gyakran latin zenét sugároz.

#### Kanada
- MTV Canada

#### Karibi-szigetek
- MTV Puerto Rico

#### Mexikó
- MTV Hits
- Club MTV
- MTV Live
- MTV Rocks
- MTV Base

### Európa
- MTV Hits: 2020-as és 2010-es évekbeli slágereket sugároz, a toplistákban és más műsorokban ritkábban előkerülnek 80-as 90-es és a 2000-es évek slágerei is.
- Club MTV (korábban MTV Dance): Gyakran tánc- és elektronikus zenéket sugároz.
- MTV 80s (korábban VH1 Classic): A 80-es évek slágereit sugározza. Korábban klasszikus zenét sugárzott.
- MTV 90s (korábban MTV Rocks, MTV 2, M2): A 90-es évek slágereit sugározza. Korábban alternatív zenét sugárzott.
- MTV 00s: (korábban VH1) A 2000-es évek zenéit sugározza, korábban klasszikus és mai zenét is sugárzott.
- NickMusic (korábban MTV Music 24, MTV Music, TMF): Gyakran fiatal zenészek dalait sugározza, korábban mai zenét sugárzott megszakítás nélkül.
- MTV Live (korábban MTV Nickelodeon HD, MTV Live HD): HD felbontású zenei videókat és koncertfelvételeket sugároz.

#### Magyarország
- MTV Magyarország (2022. 03. 31-én megszűnt.)[1]

#### Egyesült Királyság
- MTV
- MTV 80s (korábban MTV Classic)[2] A 80-as évek slágereit sugározza. Korábban klasszikus zenét sugárzott.
- MTV 90s (korábban MTV Base)[3] A 90-es évek slágereit sugározza. Korábban R'n'B, Hip-Hop, Reggae, Soul, és Urban stílusú zenéket sugárzott.
- Club MTV (korábban MTV Hits)[4] 2020. július 20-án megszűnt, majd 2025. április 14-én újraindult az MTV Hits helyén.[5][6]
- MTV Music[7]

#### Adriai-tenger
- MTV Adria (a volt Jugoszlávia országaiban volt fogható, 2018. 01. 01-én megszűnt.[8])
- MTV Slovenija
- MTV Hrvatska
- MTV Serbia

#### Baltikum
- MTV Eesti
- MTV Latvija
- MTV Lietuva

#### Benelux-államok
- MTV Nederland
- MTV Hits Germany/Benelux[9][10]
- MTV Nederland en Vlaanderen
- TMF Vlaanderen
- TMF Nederland
- TMF NL
- TMF Party
- TMF Pure
- Nick Hits
- Comedy Central Nederland
- Comedy Central Extra (korábban Comedy Central Family,[11] 2023. január 1-jén megszűnt.[12])
- Nickelodeon Nederland en Vlaanderen
- Nickelodeon Wallonie

#### Franciaország
- MTV France
- MTV Pulse
- MTV Idol
- MTV Base
- MTV Hits

#### Németország
- MTV Central (fogható Németországban, Svájcban, Ausztriában)

#### Olaszország
- MTV Italy
- MTV Rocks (korábban MTV brand:new[13])
- MTV Hits Italy

#### Skandinávia
- MTV Denmark
- MTV Norway
- MTV Sweden
- MTV Finland

#### Lengyelország
- MTV Polska
- MTV 00s (korábban MTV Classic, VH1 Polska, VH1 Europe)[14][15] A 2000-es évek zenéit sugározza, korábban klasszikus és mai zenét is sugárzott.
- NickMusic (korábban MTV Music 24, MTV Music Polska)[16][17] Gyakran fiatal zenészek dalait sugározza, korábban mai zenét sugárzott megszakítás nélkül.
- Comedy Central Polska
- Nickelodeon Polska

#### Portugália
- MTV Portugal

#### Románia
- MTV România (2019. 03. 01-én megszűnt.)[18]

#### Oroszország
- MTV Russia (2022. 12. 14-én megszűnt határozatlan ideig.)[19]

#### Spanyolország
- MTV España

#### Törökország
- MTV Türkiye

#### Ukrajna
- MTV Ukraine (2013. 06. 01-én megszűnt.)[20]

### Dél-Amerika
- MTV Central (Kolumbia a székhelye, fogható Közép-Amerikában, Ecuadorban, Peruban, Chilében és Venezuelában.)
- MTV South (Argentína a székhelye, de fogható Paraguayban és Uruguayban.)

#### Chile
- MTV Hits
- MTV Jams

#### Brazília
- MTV Brasil

#### MTV Hits
- MTV Jams

### Ázsia és Óceánia

#### Ausztrália
- MTV Australia (2023-ban megszűnt.)[21][22]

#### Kína
- MTV Mandarin

#### India
- MTV India

#### Indonézia
- MTV Indonesia

#### Japán
- MTV Japan

#### Dél-Korea
- MTV Korea

#### Pakisztán
- MTV Pakistan

#### Fülöp-szigetek
- MTV Philippines

#### Új-Zéland
- MTV New Zealand

### Délkelet-Ázsia
- MTV Southeast Asia (Szingapúr, Thaiföld, Malajzia, Indonézia, Fülöp-szigetek. 2022. 08. 31-én megszűnt, az MTV Live váltotta.[23])

#### Tajvan
- MTV Taiwan

#### Thaiföld
- MTV Thailand

### Afrika
- MTV Base